# Osella FA1G
Der Osella FA1G war ein Formel-1-Rennwagen des italienischen Rennstalls Osella Squadra Corse, der 1985, 1986 und 1987 von fünf Fahrern für mehr als 30 Rennen gemeldet wurde und siebenmal eine Zielankunft erreichte. Er war eine Weiterentwicklung des 1984 vorgestellten Osella FA1F und war ebenso wie dieser eng mit dem Alfa Romeo 183T verwandt. Zusammen mit dem FA1F prägte er wesentlich das Bild Osellas in der Turboära. Das Team stellte zwei Exemplare des FA1G her, die keine Weltmeisterschaftspunkte einfahren konnten.

## Technik
Der Osella FA1G verwendete die gleiche Monocoque-Konstruktion und das gleiche technische Gesamtlayout wie der FA1F. Er unterschied sich von seinem Vorgänger in erster Linie durch eine Reihe technischer Modifikationen, die von Giuseppe Petrotta für Osella entwickelt hatte. Um das Fahrverhalten zu verbessern, verlängerte Petrotta den Radstand um 85 Millimeter. Die Anordnung der Kühler war ebenso neu gestaltet worden wie die Form der Seitenkästen, die nun lang und geradlinig verliefen und den FA1G glattflächigerer erscheinen ließen als seinen Vorgänger. Ferner wies der FA1G ein sogenanntes Flaschenhalsheck mit einem kleinen Diffusor auf. Im Laufe der Saison 1985 änderte Osella schließlich zunächst die Geometrie der Vorder- und später auch die der Hinterradaufhängung. Auch der Unterboden war Gegenstand von Modifikationen. All diese Arbeiten beruhten auf der Intuition Petrottas; Windkanaltests wurden mit dem FA1G aus Kostengründen nicht durchgeführt.
Das Gewicht des Wagens wurde mit 575 bis 580 kg angegeben. Damit wog er 35 kg mehr als die leichtesten Formel-1-Wagen der Saison 1985.
Antriebsseitig änderte sich nichts. Der FA1G verwendete wie schon sein Vorgänger vor den 1,5 Liter großen Achtzylinder-Turbomotor von Alfa Romeo (Tipo 890T). Anfänglich befanden sie sich nach wie vor auf dem Entwicklungsstand von 1983. Ab 1986 konnte Osella auf die Jofa-Anlagezurückgreifen, ein analoges System zur Kontrolle der mechanischen Benzineinspritzung, das bei Alfa Romeo bereits ein Jahr zuvor eingeführt worden war. Erst 1987 – zwei Jahre nach ihrem Debüt im inzwischen stillgelegten Alfa-Werksteam – waren schließlich die Motoren mit vollelektronischer Bosch-Einspritzung für Osella verfügbar.

## Fahrzeuge
Im Laufe des Jahres 1985 entstanden zwei Exemplare des FA1G.
- Bei dem ersten FA1G handelte es sich um den jüngsten der drei 1984 hergestellten FA1F (Chassis FA1F/04), der im Winter 1984/1985 auf die G-Spezifikation umgebaut wurde. Er wurde bei den Großen Preisen von Italien und Belgien von Huub Rothengatter gefahren und diente während der übrigen Rennen als Ersatzfahrzeug.[4]
- Der zweite FA1G, dessen Chassisbezeichnung uneinheitlich ist,[7] wurde in den ersten Monaten des Jahres 1985 neu aufgebaut. Er debütierte beim Großen Preis von San Marino 1985 und war bis 1987 mit diversen Fahrern im Renneinsatz.

## Renneinsätze

### Formel-1-Saison 1985
In der Saison 1985 setzte Osella nur ein Fahrzeug ein. Einziger Fahrer des Teams war bis zum Großen Preis von Großbritannien Piercarlo Ghinzani; danach fuhr der Niederländer Huub Rothengatter für Osella.
Nachdem Ghinzani die ersten beiden Rennen des Jahres noch mit dem FA1F bestritten hatte, debütierte der FA1G beim Großen Preis von San Marino im Mai. Insgesamt wurde der FA1G sechsmal für Ghinzani gemeldet. Fünfmal konnte sich der Italiener qualifizieren und zweimal kam er ins Ziel. Gewertet wurde allerdings nur der Zieleinlauf als 15. beim Großen Preis von Frankreich.
Ghinzanis Nachfolger Rothengatter konnte sich bei acht Anläufen siebenmal qualifizieren. Dreimal fiel er wegen technischer Defekte aus, viermal kam er ins Ziel. Sein bestes Ergebnis erzielte Rothengatter beim letzten Rennen des Jahres im australischen Adelaide, das er (als Vorletzter) auf Platz sieben beendete.

### Formel-1-Saison 1986
In der Saison 1986 stand dem Osella-Team nur ein Exemplar des FA1G zur Verfügung. Es wurde mit einer Ausnahme durchgängig von Osellas Stammpiloten Piercarlo Ghinzani gefahren. Ghinzani konnte sich mit dem Auto – abgesehen vom Großen Preis von Monaco – zu jedem Rennen qualifizieren; sein Rückstand auf die besten Qualifikanten betrug allerdings jeweils zwischen sieben und zwölf Sekunden. Im gesamten Jahr kam Ghinzani nur einmal ins Ziel: Beim Großen Preis von Österreich wurde er mit sechs Runden Rückstand Elfter. Sechs seiner Ausfälle waren auf Defekte an Motor und Turbolader zurückzuführen, drei auf Fahrwerksprobleme.
Osellas weitere Piloten Christian Danner, Allen Berg und Alex Caffi fuhren 1986 regelmäßig den inzwischen stark veralteten FA1F. Eine Ausnahme bildete Berg, der zum Großen Preis von Frankreich einmalig den FA1G erhielt, Ghinzani fuhr bei diesem Rennen erstmals den neuen Osella FA1H. Berg brachte den FA1G in Frankreich nicht ins Ziel; sein Rennen war nach einem Defekt des Turboladers vorzeitig beendet.

### Formel-1-Saison 1987
Osellas Stammfahrer in der Saison 1987 war Alex Caffi. Er setzte bei jedem Rennen den neuen Osella FA1I ein, der im Vergleich zum FA1G deutlich leistungsstärker, aber noch defektanfälliger war. Caffi erreichte 1987 bei keinem von 16 Weltmeisterschaftsläufen eine Zielankunft. Fünfmal fiel er nach einem Motorschaden aus, viermal wegen Aufhängungs- bzw. Getriebedefekts. Daneben meldete Osella zu einzelnen Rennen den FA1G für einen zweiten Fahrer:
- Zum Großen Preis von San Marino wurde der FA1G für den Debütanten Gabriele Tarquini gemeldet, der nur dieses Rennen für Osella fuhr. Tarquini qualifizierte sich mit mehr als 17 Sekunden Rückstand auf die Pole-Zeit für den letzten Startplatz, schied im Rennen aber frühzeitig nach einem Getriebedefekt aus.
- Für die Großen Preise von Italien, Portugal und Spanien meldete Osella ein zweites Auto für den Tessiner Rennfahrer Franco Forini. Einzelne Internetquellen behaupten, dass Forini bei diesen Anlässen ebenso wie Osellas Stammpilot Caffi einen aktuellen FA1I einsetzte.[8][9] In der Literatur wird dagegen überwiegend davon ausgegangen, dass Forini wie schon zuvor Tarquini noch einmal den inzwischen veralteten FA1G einsetzte.[2][3][4] Forini konnte sich in Italien und in Portugal qualifizieren, fiel aber jeweils nach einem Motor- bzw. Fahrwerksdefekt vor Rennende aus.

Weitere Einsätze des Osella FA1G gab es nicht.

## Rennergebnisse
| Fahrer               | Nr.                  | 1   | 2   | 3   | 4   | 5   | 6   | 7   | 8   | 9   | 10  | 11  | 12  | 13  | 14  | 15  | 16  | Punkte | Rang |
| -------------------- | -------------------- | --- | --- | --- | --- | --- | --- | --- | --- | --- | --- | --- | --- | --- | --- | --- | --- | ------ | ---- |
| Formel-1-Saison 1985 | Formel-1-Saison 1985 |     |     |     |     |     |     |     |     |     |     |     |     |     |     |     |     | 0      | –    |
| P. Ghinzani          | 24                   |     |     | NC  | DNQ | DNF | DNF | 15  | DNF |     |     |     |     |     |     |     |     | 0      | –    |
| H. Rothengatter      | 24                   |     |     |     |     |     |     |     |     | DNF | 9   | NC  | DNF | NC  | DNQ | DNF | 7   | 0      | –    |
| Formel-1-Saison 1986 | Formel-1-Saison 1986 |     |     |     |     |     |     |     |     |     |     |     |     |     |     |     |     | 0      | –    |
| P. Ghinzani          | 21                   | DNF | DNF | DNF | DNQ | DNF | DNF | DNF |     | DNF | DNF | DNF | 9   | DNF | DNF | DNF | DNF | 0      | –    |
| A. Berg              | 22                   |     |     |     |     |     |     |     | DNF |     |     |     |     |     |     |     |     | 0      | –    |
| Formel-1-Saison 1987 | Formel-1-Saison 1987 |     |     |     |     |     |     |     |     |     |     |     |     |     |     |     |     | 0      | –    |
| G. Tarquini          | 22                   |     | DNF |     |     |     |     |     |     |     |     |     |     |     |     |     |     | 0      | –    |
| F. Forini            | 22                   |     |     |     |     |     |     |     |     |     |     | DNF | DNF | DNQ |     |     |     | 0      | –    |